# FIFA 99
 (juillet 2017).
Si vous disposez d'ouvrages ou d'articles de référence ou si vous connaissez des sites web de qualité traitant du thème abordé ici, merci de compléter l'article en donnant les références utiles à sa vérifiabilité et en les liant à la section « Notes et références ».
FIFA 99 est un jeu vidéo de football sorti le 20 novembre 1998 sur PlayStation, Windows et Nintendo 64. Le jeu a été développé par Software Creations et édité par EA Sports.
Le jeu fait partie de la série FIFA Football.

## Système de jeu
Sont présentes dans cette édition les clubs des premières divisions de 12 championnats nationaux : allemand, anglais, belge, brésilien, écossais, espagnol, américain, français, italien, hollandais, portugais et suédois. Il s'agit des premières apparitions des championnats belge et portugais.
50 clubs issus d'autres championnats européens font également leur apparition.
On note la présence également d'une quarantaine d'équipes nationales – bien moins que le nombre de celles dans Fifa 98. Les modes de jeu sont les traditionnels modes Saison et Coupe, Entraînement, Match Amical, But en Or et le « Super Trophée européen », championnat fermé entre vingt des clubs les plus prestigieux.
Par rapport à FIFA 98 : En route pour la Coupe du monde, le jeu gagne en fluidité et la réactivité du gameplay est améliorée. Sur le plan graphique, cet opus voit l'apparition d'animations faciales pour les joueurs et ces derniers ne font plus tous la même taille. En ce qui concerne les modes de jeu, le mode futsal disparaît et on trouve la possibilité de créer ses propres coupes et ligues[réf. nécessaire].

## Commercialisation
En France, c'est Fabien Barthez qui apparaît sur la jaquette du jeu, tandis que Dennis Bergkamp est présent sur la version internationale. Les autres joueurs présents sur la jaquette sont selon le pays : Kasey Keller (Etats-Unis), Hidetoshi Nakata (Japon); Olaf Thon (Allemagne), Rui Costa (Portugal), Christian Vieri (Italie), Ahn Jung-hwan (Corée-du-Sud), Fernando Morientes (Espagne).
Une des particularités du jeu est que le célèbre joueur brésilien Ronaldo n'apparaissait pas sous son vrai nom. On pouvait cependant le trouver sous un autre nom en fonction de la console. Sur PC, il apparaissait sous le nom de G. Silva et jouait à l'Inter Milan. Sur Nintendo 64, on le trouve sous le nom de Calcio à l'Inter Milan. Sur Playstation, il fallait gagner la Supercoupe d'Europe pour qu'apparaisse A.Calcio dans l'effectif du club lombard.
Parmi les équipes disponibles, la plupart des sélections de l’époque étaient présentes avec par contre des joueurs fictifs. Faute de licence FIFA pour les joueurs, l’équipe d’Electronic Arts a mis les noms de ses propres salariés dans le jeu, la team EA étant déjà en ce temps très internationale.
C'est le dernier jeu FIFA à sortir sur Nintendo 64.

## Commentaires
Les commentaires français sont assurés par Thierry Gilardi et David Ginola. Avec également la présence de Jean-Luc Reichmann en introduction à tous les matchs.

## Bande-son
Le thème principal du jeu est The Rockafeller Skank de Fatboy Slim. Reprise du jeu FIFA 98, le reste de la playlist est composée de titres à tendance house/electro.

## Compétitions jouables

### Sélections nationales
| Confédération | Sélection            |
| ------------- | -------------------- |
| CONMEBOL      | Argentine            |
| CONMEBOL      | Brésil               |
| CONMEBOL      | Chili                |
| CONMEBOL      | Colombie             |
| CONMEBOL      | Paraguay             |
| OFC           | Australie            |
| AFC           | Arabie saoudite      |
| AFC           | Chine                |
| AFC           | Corée du Sud         |
| AFC           | Japon                |
| UEFA          | Allemagne            |
| UEFA          | Autriche             |
| UEFA          | Belgique             |
| UEFA          | Bulgarie             |
| UEFA          | Croatie              |
| UEFA          | Danemark             |
| UEFA          | Écosse               |
| UEFA          | Espagne              |
| UEFA          | France               |
| UEFA          | Grèce                |
| UEFA          | Angleterre           |
| UEFA          | République d'Irlande |
| UEFA          | Israël               |
| UEFA          | Italie               |
| UEFA          | Yougoslavie          |
| UEFA          | Norvège              |
| UEFA          | Pays-Bas             |
| UEFA          | Portugal             |
| UEFA          | Tchéquie             |
| UEFA          | Roumanie             |
| UEFA          | Russie               |
| UEFA          | Suède                |
| CONCACAF      | Canada               |
| CONCACAF      | États-Unis           |
| CONCACAF      | Jamaïque             |
| CONCACAF      | Mexique              |
| CAF           | Afrique du Sud       |
| CAF           | Maroc                |
| CAF           | Nigeria              |
| CAF           | Tunisie              |

## Stades
| Confédération | Pays       | Ville      | Stade                          | Club résident       | Club résident       |
| ------------- | ---------- | ---------- | ------------------------------ | ------------------- | ------------------- |
| UEFA          | Allemagne  | Dortmund   | Westfalenstadion               | Borussia Dortmund   | Borussia Dortmund   |
| UEFA          | Allemagne  | Munich     | Stade olympique                | Bayern Munich       | Bayern Munich       |
| UEFA          | Angleterre | Liverpool  | Anfield                        | Liverpool FC        | Liverpool FC        |
| UEFA          | Angleterre | Londres    | Highbury                       | Arsenal FC          | Arsenal FC          |
| UEFA          | Angleterre | Manchester | Old Trafford                   | Manchester United   | Manchester United   |
| UEFA          | Danemark   | Copenhague | Parken Stadium                 | FC Copenhague       | FC Copenhague       |
| UEFA          | Écosse     | Glasgow    | Ibrox Stadium                  | Rangers FC          | Rangers FC          |
| UEFA          | Espagne    | Barcelone  | Camp Nou                       | FC Barcelone        | FC Barcelone        |
| UEFA          | Espagne    | Madrid     | Stade Santiago-Bernabéu        | Real Madrid         | Real Madrid         |
| UEFA          | France     | Monaco     | Stade Louis-II                 | AS Monaco           | AS Monaco           |
| UEFA          | France     | Paris      | Parc des Princes               | Paris Saint-Germain | Paris Saint-Germain |
| UEFA          | Italie     | Milan      | Stade San Siro/Giuseppe Meazza | Milan AC            | Inter Milan         |
| UEFA          | Italie     | Turin      | Stadio delle Alpi              | Juventus FC         | Torino Calcio       |
| UEFA          | Norvège    | Trondheim  | Lerkendal Stadion              | Rosenborg BK        | Rosenborg BK        |
| UEFA          | Pays-Bas   | Rotterdam  | De Kuip                        | Feyenoord Rotterdam | Feyenoord Rotterdam |
| UEFA          | Portugal   | Lisbonne   | Estádio da Luz                 | Benfica Lisbonne    | Benfica Lisbonne    |
| UEFA          | Suède      | Göteborg   | Gamla Ullevi                   | IFK Göteborg        | Örgryte IS          |
| UEFA          | Turquie    | Istanbul   | Stade Ali-Sami-Yen             | Galatasaray SK      | Galatasaray SK      |
| UEFA          | Ukraine    | Kiev       | Stade Dynamo                   | Dynamo Kiev         | Dynamo Kiev         |